# Jocelyne Haller
Jocelyne Haller, née en 1954, est une personnalité politique suisse, membre de solidaritéS.
Ancienne membre de la constituante genevoise et députée au Grand Conseil de son canton, elle est élue conseillère nationale aux élections fédérales de 2019 mais renonce à siéger.

## Biographie
Jocelyne Haller commence des études de philosophie et lettres, mais bifurque rapidement sur une formation en travail social à la HETS (alors appelée IES).
Elle exerce ensuite comme travailleuse sociale. 
Jocelyne Haller habite à Meyrin. 

## Parcours politique
Sous les couleurs de l’Alliance de Gauche, Jocelyne Haller est élue en 2001 au Grand Conseil genevois. Elle n'est pas réélue en 2005 à la suite de la perte de vitesse de son parti. Elle est alors choisie à la constituante genevoise, de 2008 à 2012.
Réélue au Grand Conseil en 2013, cette fois pour Ensemble à gauche, elle siège dans les commissions des affaires sociales (qu'elle préside), de l'enseignement, de la santé et de la police. Elle est à nouveau élue en 2018. 
Candidate aux élections fédérales de 2019, elle profite du transfert d'électeurs du MCG vers l'extrême gauche pour récupérer le siège perdu par son parti en 2007 au conseil national. Elle aurait été l'élue la plus âgée des nouveaux élus au début de la 51e législature. Deux jours après son élection, elle annonce préférer rester au Grand Conseil, provoquant un tollé qualifié de « peu respectueux de l'électeur ». Le premier des viennent-ensuite, Jean Burgermeister, refusant pour les mêmes raisons et « pour éviter qu'un homme prenne la place d'une femme », c'est finalement Stéfanie Prezioso qui siège pour Ensemble à gauche,. 